# Sylvie Bernier
Sylvie Bernier, född 31 januari 1964 i Sainte-Foy i Québec är en före detta kanadensisk simhoppare. Hon vann en guldmedalj i svikthopp i de olympiska sommarspelen 1984.
Bernier började med simhopp vid nio års ålder och vann sitt första regionala mästerskap mindre än två år efter det. Hon kom med i det kanadensiska landslaget 1978. Den första medaljen vid ett stort mästerskap tog hon vid Samväldesspelen 1982 i Brisbane där det blev ett silver i svikthopp och året efter vann Bernier en bronsmedalj i de panamerikanska spelen i samma gren.
Vid olympiska sommarspelen 1984 i Los Angeles hoppade hon bra i kvalet och låg på en tredje plats inför finalen efter Li Yihua och Kelly McCormick, Bernier drog ifrån med det tredje hoppet i finalen och behöll ledningen genom hela tävlingen. Hon blev Kanadas första guldmedaljör i simhopp, efter att Bernier i december 1984 avslutat simhoppningskarriären tilldelades hon 1985 Order of Canada.
Bernier började 1985 arbeta inom televisionen och var kommentator för de olympiska sommarspelen 1988 och 1992. Hon var Chef de Mission för Kanada vid de olympiska sommarspelen 2008 i Peking och assisterande Chef de Mission vid  OS i Turin 2006 och London 2012.